# Hans Hajek
Hans Hajek (* 27. November 1929 in Wien) ist ein österreichischer Versicherungsfachmann.

## Leben
Hajek hat seine Berufslaufbahn als Angestellter bei der Anglo-Elementar Versicherungs-AG begonnen. Als Werkstudent absolvierte er an der Universität Wien bis 1951 das Studium der Rechtswissenschaft und stieg in der Folge 1962 in den Vorstand des Unternehmens auf, dessen Vorstandsvorsitzender er von 1963 bis zum Jahre 1975 war. 1968 wurde er zum Generaldirektor ernannt.
Er war auch Präsident im Verband der Versicherungsunternehmen Österreichs und ist derzeit Ehrenpräsident im Verband Österreichischer Versicherungsmakler.